# Foulehaio procerior
El mielero kikau (Foulehaio procerior) es una especie de ave paseriforme de la familia Meliphagidae endémica de las islas occidentales del archipiélago de Fiyi.  Anteriormente se consideraba conespecífico del mielero foulehaio y el mielero de Taveuni.

## Distribución y hábitat
La especie es endémica de las islas del oeste del archipiélago de Fiyi: Viti Levu, Ovalau y las islas Yasawa. Su hábitat natural son los bosques húmedos tropicales y los manglares isleños.